# Tadpong Lar-tham
Tadpong Lar-tham (thailändisch ทัตพงศ์ หล้าธรรม, * 26. Mai 1986 in Bangkok) ist ein ehemaliger thailändischer Fußballspieler.

## Karriere
Tadpong Lar-tham stand von 2008 bis 2017 beim Sisaket FC unter Vertrag. Wo er vorher gespielt hat, ist unbekannt. Der Verein aus Sisaket spielte in der dritten Liga des Landes, der Regional League Division 2. 2008 feierte er mit dem Verein die Vizemeisterschaft und den Aufstieg in die zweite Liga. Ein Jahr später belegte man in der zweiten Liga den dritten Platz, der zum Aufstieg in die erste Liga berechtigte. 2015 stand er mit dem Verein im Finale des Thai League Cup. Das Endspiel verlor man gegen Buriram United mit 1:0. Für Sisaket absolvierte er mindestens 34 Erstligaspiele.
Am 1. Januar 2018 beendete Tadpong Lar-tham seine Karriere als Fußballspieler.

## Erfolge
Sisaket FC
- Regional League Division 2: 2008 (Vizemeister)  ▲
- Thai League Cup: 2015 (Finalist)